# Джозеф ЛоДука
Джозеф ЛоДука (англ. Joseph LoDuca) — американський телевізійний і кінокомпозитор, найбільше відомий своїми роботами для серіалів Спартак: Кров та пісок, Противага, Геркулес: Легендарні подорожі, Ксена: принцеса-воїн, телесеріалу Бібліотекарі, Американська готика та Джек-шибайголова. Спочатку як досвідчений джазовий гітарист із околиць Детройту, ЛоДука часто забезпечував музикою фільми та серіали Сема Реймі, Діна Девліна та Брюса Кемпбелла. До роботи над Зловісними мерцями, своїм першим фільмом, він випустив джазовий LP під назвою Glisten.
Нагороди ЛоДуки включають дві прайм-тайм премії «Еммі», 11 прайм-тайм номінацій на «Еммі» та визнання «Most Performed Underscore» від ASCAP чотири роки поспіль. Він отримав номінацію на кінопремію Сезар; премію «Сезар» за найкращу музику до фільму та номінацію на премію «Сатурн» за французький міжнародний фільм Братство вовка, а також «Композитор фільмів жахів року» за музику до Армії темряви.
ЛоДука здобув премію «Еммі» 2009 року в номінації «Визначна музична композиція для серіалу» за музику до Легенди про Шукача.
ЛоДука в підлітковому віці грав у рок-гурті до навчання літературі та композиції в університетах Мічигану та Вейна. Він стверджував, що віддає перевагу композиції, оскільки вона дозволяє йому «бігти серед дисциплін, не попавшись».

## Вибрані роботи
| Рік       |    | Українська назва                 | Оригінальна назва                                                    | Роль          |
| --------- | -- | -------------------------------- | -------------------------------------------------------------------- | ------------- |
| 1981      | ф  | Зловісні мерці                   | The Evid Dead                                                        | як Джо ЛоДука |
| 1987      | ф  | Зловісні мерці 2                 | Evil Dead II                                                         |               |
| 1987      | ф  | Війна Страйкера                  | Thou Shalt Not Kill… Except                                          |               |
| 1992      | ф  | Армія темряви                    | Army of Darkness                                                     |               |
| 1994—2000 | с  | Геркулес: Легендарні подорожі    | Hercules: The Legendary Journeys                                     |               |
| 1995—2001 | с  | Ксена: принцеса-воїн             | Xena: Warrior Princess                                               |               |
| 1995—1995 | с  | Американська готика              | American Gothic                                                      |               |
| 1997      | ф  | Час Роботи                       | Running Time                                                         |               |
| 1998      | мф | Геркулес і Ксена: Битва за Олімп | Hercules and Xena — The Animated Movie: The Battle for Mount Olympus |               |
| 1998—1999 | с  | Молодий Геркулес                 | Young Hercules                                                       |               |
| 2000—2000 | с  | Джек-шибайголова                 | Jack of All Trades                                                   |               |
| 2000—2000 | с  | Клеопатра 2525                   | Cleopatra 2525                                                       |               |
| 2001      | ф  | Братство вовка                   | Le Pacte Des Loups                                                   |               |
| 2002—2002 | с  | Хі-Мен і володарі Всесвіту       | He-Man and the Masters of the Universe                               |               |
| 2004      | ф  | Святий Анж                       | Saint Ange                                                           |               |
| 2005—2005 | с  | Трикутник                        | The Triangle                                                         |               |
| 2005      | ф  | Бугімен                          | Boogeyman                                                            |               |
| 2005      | тф | Інопланетний апокаліпсис         | Alien Apocalypse                                                     |               |
| 2005      | ф  | Чоловік з галасливим мозком      | Man with the Screaming Brain                                         |               |
| 2005      | в  | Пожирач душ                      | Devour                                                               |               |
| 2005      | в  | Пророцтво: Повстання             | The Prophecy: Uprising                                               |               |
| 2005      | в  | Пророцтво: Покинутий             | The Prophecy: Forsaken                                               |               |
| 2007      | ф  | Мене звуть Брюс                  | My Name Is Bruce                                                     |               |
| 2007      | ф  | Посланці                         | The Messengers                                                       |               |
| 2007      | ф  | Бугімен 2                        | Boogeyman 2                                                          |               |
| 2007      | тф | Сходові вбивства                 | The Staircase Murders                                                |               |
| 2008—2009 | с  | Легенда про Шукача               | Legend of the Seeker                                                 |               |
| 2008—2011 | с  | Противага                        | Leverage                                                             |               |
| 2008      | в  | Бугімен 3                        | Boogeyman 3                                                          |               |
| 2008      | ф  | Закопані                         | The Burrowers                                                        |               |
| 2009      | в  | Посланці 2: Опудало              | Messangers 2: The Scarecrow                                          |               |
| 2010      | ф  | Патагонія                        | Patagonia                                                            |               |
| 2010—2010 | с  | Спартак: Кров та пісок           | Spartacus: Blood and Sand                                            |               |
| 2011—2011 | с  | Спартак: Боги Арени              | Spartacus: Gods of the Arena                                         |               |
| 2012—2012 | с  | Спартак: Помста                  | Spartacus: Vengeance                                                 |               |
| 2013—2013 | с  | Спартак: Війна проклятих         | Spartacus: War of the Damned                                         |               |
| 2013      | в  | Злий                             | The Wicked                                                           |               |
| 2013      | в  | Прокляття Чакі                   | The Curse of Chucky                                                  |               |
| 2014—2016 | с  | Бібліотекарі                     | The Librarians                                                       |               |
| 2015      | ф  | Заплати привидові                | Pay the Ghost                                                        |               |
| 2015      | с  | Еш проти зловісних мерців        | Ash vs Evil Dead                                                     |               |
| 2018      | ф  | Лігво Монстра                    | Bad Samaritan                                                        |               |